# KOffice
KOffice — інтегрований вільний відкритий офісний пакет на базі KDE. Всі його компоненти опубліковані під вільними і відкритими ліцензіями. KOffice не є складовою частиною KDE.
За умовчанням в KOffice використовується формат OpenDocument.

## Складові
KOffice включає в себе такі застосунки
|  | KWord          | текстовий процесор з таблицями стилів і підтримкою фреймів настільних видавнихх систем |
|  | KSpread        | електронні таблиці з підтримкою багатьох таблиць, шаблонів і понад 100 математичних формул |
|  | KPresenter     | система презентацій з підтримкою зображень і ефектів |
|  | Kivio          | програма для креслення програмованих блок схем з динамічно підвантажуваними шаблонами. Розроблена theKompany, з пропозицію додаткових комерційних шаблонів для продажу                                                                               |
|  | Karbon14       | векторний графічний редактор з набором інструментів малювання і редагування |
|  | Krita          | (раніше відомий як Krayon та KImageshop) растровий графічний редактор, в основному призначений для малювання, з деякими можливостями обробки |
|  | Kugar і KChart | інтегрований генератор звітів і графіків |
|  | KFormula       | інтегрований редактор математичних формул |
|  | Kexi           | інтегрована база даних, за зразком конкурентів Microsoft Access або FileMaker. Вона може використовуватися для створення і впровадження баз даних, вставки і обробки даних і виконання запитів. Має обмежену сумісність з форматом файлів MS Access. |
|  | KPlato         | управління проєктами, може створювати схеми Гантта. |

KOffice включає імпортні фільтри для деяків форматів файліввід конкурентів.

## Історія
| Версія | Опис       | Дата           |
| ------ | ---------- | -------------- |
| 1.0    | KDE 2.0    | жовтень 2000   |
| 1.1    | оголошення | березень 2001  |
| 1.2    | оголошення | вересень 2002  |
| 1.3    | оголошення | січень 2004    |
| 1.4    | оголошення | червень 2005   |
| 2.0    | оголошення | 28 травня 2009 |

### Еволюція проєкту та перейменування на Calligra Suite
У грудні 2010 розробники проєкту KDE оголосили про реструктуризацію проєкту KOffice і його перейменування в Calligra Suite. За задумом розробників нове ім'я має відображати значне розширення спектру технологій KOffice, які не обмежуються тільки набором офісних десктоп-застосунків. Перейменування підкреслює перехід на нову стадію розвитку проєкту в ролі багатоплатформного пакету застосунків, що підвищують ефективність роботи широкого кола користувачів як настільних, так і мобільних систем.
Як ядро нової системи представлений офісний рушій Calligra Office Engine, який дозволить розробникам створювати нові інтерфейси зі взаємодії з користувачем, націлені на задіяння можливостей нових платформ і на створення спеціалізованих версій програм для різних категорій користувачів. Для початку визначено два основні типи користувацьких інтерфейсів: десктоп-редакція зі стандартним набором застосунків і FreOffice — скорочений варіант для мобільних пристроїв.
До складу десктоп-редакції офісного пакету входять такі застосунки (у деяких з програм в порівнянні з KOffice змінено назву):
- Програми для виконання повсякденних завдань:
  - Words — текстовий процесор, створений на базі KWord;
  - Tables — табличний процесор (раніше KSpread);
  - Stage — система для підготовки презентацій (раніше KPresenter);
  - Flow — ПЗ для побудова діаграм, блок-схем, карт мережі (раніше Kivio). Код поки не готовий і очікується тільки до моменту виходу релізу 2.4;
  - Kexi — середовище для управління даними (аналог MS Access).
- Програми для організації управління:
  - Plan — система управління проєктами (раніше KPlato);
- Програми для роботи з графікою:
  - Krita — растровий графічний редактор, що підтримує багатошарову обробку зображень;
  - Karbon — векторний графічний редактор.

На додаток до зміни імені анонсований перехід проєкту з централізованої системи управління версіями Subversion на децентралізовану систему управління початковими текстами Git, що, за твердженням ініціаторів міграції, має призвести до прискорення темпів розробки і збільшення якості роботи. В анонсі підкреслюється, що Calligra і раніше, буде заснований на технологіях KDE, залишається частиною спільноти KDE і буде розвиватися всередині інфраструктури KDE, наприклад, використовувати загальний трекер помилок, стандартний форум і wiki.
В даний час перший реліз Calligra Suite ще не випущено. У кінці 2010 року вийшов KOffice 2.3, після доступності якого розробники переключаться на створення гілки 2.4 вже під ім'ям Calligra Suite. У рамках підготовки випуску 2.4 буде проведена велика робота з поліпшення користувацької зручності та реалізації нових елементів інтерфейсу користувача.

## Виноски
1. ↑  Офисный пакет KOffice продолжит свое развитие под именем Calligra Suite. Архів оригіналу за 8 грудня 2010. Процитовано 7 грудня 2010.